# Bart van der Boom
Bart Erik van der Boom (Maassluis, 28 maart 1964) is een Nederlandse historicus die gespecialiseerd is in de Holocaust. Van der Boom is universitair docent aan de Universiteit Leiden.

## Levensloop
Van der Boom behaalde in 1982 zijn atheneumdiploma aan de Gemeentelijke Scholengemeenschap Doetinchem. Hij studeerde een jaar in Minneapolis en daarna geschiedenis en Amerikanistiek aan de Universiteit van Amsterdam.
Van der Boom promoveerde in 1995 aan de Universiteit Leiden op een proefschrift getiteld Den Haag in de Tweede Wereldoorlog. Daarvoor ontving hij de Littéraire Witte Prijs, een prijs voor een letterkundig werk van een Haagse auteur of over een Haags onderwerp. Het boek Wij weten niets van hun lot, waarin de auteur op basis van oorlogsdagboeken onderzocht wat de "gewone Nederlander" tijdens de oorlog wist over de uitroeiing van de Joden, werd bekroond met de Libris Geschiedenis Prijs.